# Резерфорд (ракетный двигатель)
«Резерфорд» (англ. Rutherford) — жидкостный ракетный двигатель американской частной аэрокосмической компании Rocket Lab. Используется на ракете-носителе «Электрон», созданной новозеландским подразделением компании.

## Описание
В качестве компонентов используются жидкий кислород и керосин (RP-1).
Двигатели устанавливаются на первой и второй ступенях ракеты «Электрон». На первой ступени используется девять двигателей, на второй — один с увеличенным неохлаждаемым сопловым насадком (модификация Rutherford Vacuum).
Название двигателю дано по имени физика Эрнеста Резерфорда, родившегося в Новой Зеландии.

## Характеристики
Тяга ступени на старте составляет 162 кН и повышается до 192 кН в вакууме. Удельный импульс — 303 с. Время работы ступени — около 155 секунд.

## Конструкция
Для подачи в камеру сгорания топлива и окислителя используется два электронасосных агрегата (ЭНА) мощностью 37 кВт. Поскольку каждый компонент подаётся собственным насосом, расход и соотношение компонентов регулируются изменением расхода насосов, а не с помощью дросселя и регулятора как в традиционном ЖРД с использованием турбонасосного агрегата. Такая схема управления двигателем впервые использована на действующей ракете-носителе.
Каждый ЭНА приводится в действие бесщёточным электродвигателем переменного тока, питающимся от установленных на ступени литий-полимерных аккумуляторных батарей через инвертор. Максимальная частота вращения центробежного насоса составляет 40 000 об/мин, что позволяет изменять давление в топливной магистрали от 0,2 до 20 МПа (от 2 до 200 кгс/см²).
Камера сгорания изготовлена из инконеля и охлаждается горючим (регенеративное охлаждение).

## Изготовление
Двигатель собственного производства Rocket Lab. Основные детали (камера, трубопроводы, форсуночная головка) создаются способом 3D-печати. Использование ЭНА позволило упростить изготовление и отработку двигателя и уменьшить его габариты, однако из-за использования тяжёлых аккумуляторных батарей система в целом имеет повышенную в сравнении с ЖРД с турбонасосным агрегатом массу.